# Happy Gilmore 2
Série
Happy Gilmore
(1996)
Pour plus de détails, voir Fiche technique et Distribution.
Happy Gilmore 2 ou Terminagolf 2 est un film américain réalisé par Kyle Newacheck et sorti en 2025 sur Netflix. Il s'agit de la suite de Happy Gilmore, réalisé par Dennis Dugan, sorti en 1996.
Le film sort sur Netflix en juillet 2025.

## Synopsis
Pour payer l’école de danse de sa fille, Happy Gilmore revient sur les parcours de golf. La mission s’avère être plus difficile que prévue pour Gilmore en proie avec l'alcoolisme.

## Fiche technique
Sauf indication contraire, les informations mentionnées dans cette section peuvent être confirmées par la base de données cinématographiques IMDb,  présente dans la section « Liens externes ».
- Titre original : Happy Gilmore 2
- Réalisation : Kyle Newacheck
- Scénario : Tim Herlihy et Adam Sandler
- Décors : George DeTitta Jr.
- Production : Jack Giarraputo, Tim Herlihy, Adam Sandler et Robert Simonds
- Sociétés de production : STXfilms et Happy Madison Productions
- Société de distribution : Netflix
- Budget : N/A
- Pays de production :  États-Unis
- Langue originale : anglais
- Format : couleur
- Genre : comédie, sport
- Date de sortie[2] : 25 juillet 2025 (sur Netflix)

## Distribution
- Adam Sandler (VF : Serge Faliu ; VQ : Alain Zouvi) : Happy Gilmore
- Julie Bowen (VF : Juliette Degenne ; VQ : Éveline Gélinas) : Virginia Venit
- Allen Covert : Otto
- Dennis Dugan (VF : Jacques Faugeron) : Doug Thompson
- Christopher McDonald (VF : Jérôme Keen ; VQ : Daniel Picard) : Shooter McGavin
- Kevin Nealon (VF : Jean-Philippe Puymartin) : Gary Potter
- Sunny Sandler (en) (VF : Laurie Sanial ; VQ : Romy Bouchard) : Vienna Gilmore
- Kym Whitley (en) : Bessie
- Ethan Cutkosky (VF : Julien Portugais) : Wayne Gilmore
- Ben Stiller (VF : Maurice Decoster ; VQ : Antoine Durand) : Hal L. Ball
- Nick Swardson : Ben Daggett
- Benny Safdie (VF : Valentin Merlet ; VQ : Adrien Bletton) : Frank Manatee
- Bad Bunny (VF : Sébastien Baulain ; VQ : Nicolas Centeno) : Oscar Mejias, le caddie de Happy Gilmore
- Margaret Qualley : Sally
- Maxwell Jacob Friedman (VF : Arthur Pestel) : Gordon « Gordie » Gilmore
- Philip Fine Schneider (VF : Luca Garzo) : Bobby Gilmore
- Conor Sherry (VF : Tom Trouffier) : Terry Gilmore
- Lavell Crawford (VF : Frantz Confiac) : Slim Peterson
- Blake Clark : Fran le fermier
- Scott Mescudi (VF : Baptiste Marc) : l'agent du FBI
- Eric André (VF : Alex Fondja) : Steiner
- Oliver Hudson : Harley
- John P. Farley : Nate
- Haley Joel Osment (VF : Antoine Schoumsky) : Billy Jenkins
- Marcello Hernandez (en) : Esteban, le cousin d'Oscar

### Caméos
- Eminem (VF : Alexis Tomassian) : Donald Jr.
- Travis Kelce : le serveur
- John Daly (VF : Augustin Jacob ; VQ : Stéphane Jacques), Keegan Bradley, Justin Thomas, Will Zalatoris (en), Rickie Fowler, Collin Morikawa, Jack Nicklaus, Corey Pavin, Xander Schauffele, Scott Scheffler, Brooks Koepka, Jordan Spieth, Lee Trevino, Tony Finau : eux-mêmes
- Nancy Lopez : Dr Silver
- Rory McIlroy
- Bryson DeChambeau
- Nelly Korda : Dr Young
- Paige Spiranac (en) : Wendy
- Cam'ron
- Post Malone : DJ Omar Gosh
- Reggie Bush : 8 Ball
- Becky Lynch
- Ken Jennings
- Boban Marjanović : Drago Larson
- Dan Patrick (en) (VF : Jean-Christophe Clément) : Pat Daniels
- Verne Lundquist (en) (VF : Philippe Peythieu) : lui-même
- Jack Giarraputo : le cofondateur
- Jackie Sandler : Monica
- Sadie Sandler : Charlotte
- Jim Downey : le démarreur du championnat

 Source et légende : version française (VF) sur RS Doublage ; version québécoise (VQ) selon le carton de doublage du générique

## Production

### Genèse et développement
En septembre 2022, Adam Sandler évoque son souhait de donner une suite à Happy Gilmore, et révèle avoir quelques idées de scénario notamment autour des tournois de seniors,. En mars 2024, Christopher McDonald confirme le développement d'une suite et qu'Adam Sandler lui a montré une ébauche de script.
En mai 2024, il est annoncé que le projet a été validé par Netflix. Kyle Newacheck est ensuite engagé comme réalisateur. Comme pour le premier opus, le scénario est écrit par Tim Herlihy (en) et Adam Sandler. En juillet 2024, Nick Swardson annonce sa participation. Le mois suivant, Adam Sandler révèle que le cinéaste Benny Safdie tiendra un rôle dans le film, tout comme le joueur de la NFL Travis Kelce.
En septembre, Christopher McDonald et Julie Bowen sont officiellement confirmés pour reprendre leurs rôles du premier film, alors que le rappeur Bad Bunny, Margaret Qualley et Maxwell Jacob Friedman rejoignent eux aussi le film,,. Le golfeur John Daly participe également au film. D'autres golfeurs sont ensuite annoncés : Keegan Bradley, Rickie Fowler, Collin Morikawa, Jack Nicklaus, Corey Pavin, Xander Schauffele, Jordan Spieth ou encore Lee Trevino qui était déjà présent dans le premier opus. Par ailleurs, il est révélé que d'autres célébrités feront des caméos comme le rappeur Eminem, le joueur de football américain Reggie Bush et Travis Kelce ou le présentateur TV Dan Patrick et Verne Lundquist,,,.

### Tournage
Le tournage débute le 9 septembre 2024 au New Jersey. Des séquences sont notamment tournées dans un country club de Bedminster, dans un restaurant de Garfield, dans un golf de Hackettstown, dans un salon d'esthétique de Maplewood, sur une place de Middletown, ainsi qu'à Millburn, Montclair, Morristown, Newark, l'université Seton Hall à South Orange, le Montclair Golf Club de West Orange ainsi qu'à Verona. Quelques scènes sont tournées à Los Angeles.

## Sortie et accueil
Il a été annoncé que le film sortirait le 25 Juillet 2025 sur Netflix.